# الإمبراطور نينكو
الإمبراطور نينكو (باليابانية: 仁孝天皇 نينكو تينو) (16 مارس 1800 - 21 فبراير 1846) كان الإمبراطور العشرون بعد المائة في اليابان وفقا للترتيب الأباطرة. امتدت فترة حكم الإمبراطور نينكو في الفترة بين عامي 1817 و 1846.